# Апостол Попов
 Тази статия е за свещеника.  За футболиста вижте Апостол Попов (футболист).  
Апостол Стаматов Попов е български духовник, свещеноиконом, и революционер, деец на Вътрешната македоно-одринска революционна организация.

## Биография
Апостол Попов е роден в 1891 година в село Пирин, тогава в Османската империя. Баща му Стамат Попилиев Попов също е свещеник и участник в революционното движение, член на революционния комитет в родното си село, заловен и убит от турския аскер след предателство в през 1903 година. След смъртта му Яне Сандански изпраща сина му Апостол да учи в София, където завършва Софийската духовна семинария.
Свещеник Апостол оставя ценни спомени за Илинденско-Преображенското въстание и по-специално за станалите сражения край село Пирин, за участието на Яне Сандански в тях и за смъртта му.